# CAN in Automation
CAN in Automation (CiA) ist die internationale Anwender- und Herstellervereinigung, die die Verbreitung und Standardisierung von CAN (Controller Area Network) zur Aufgabe hat. Der Verein mit Sitz in Nürnberg wurde 1992 gegründet und hat circa 700 Mitglieder in aller Welt.
In technischen Arbeitsgruppen, genannt Interest Group (IG), werden Spezifikationen und Empfehlungen diskutiert und zur Veröffentlichung vorbereitet. Es gibt folgende Interessengruppen: IG CANopen, IG CANopen FD, IG profiles, IG layer 1/2, IG J1939 und IG safety/security. Innerhalb dieser Interessengruppen kann es Untergruppen (SIG = Special Interest Groups) geben, in denen einzelne CiA-Spezifikationen beispielsweise Geräte- und Anwendungsprofile für CANopen und CANopen FD erarbeitet werden.
Der Verein beteiligt sich an vielen internationalen Normungsaktivitäten (ISO, IEC, CEN, Cenelec und SAE), die sich mit CAN befassen.
Darüber hinaus publiziert der Verein seit 1992 das CAN Newsletter Fachmagazin (herunterladbare PDF-Datei) sowie den CAN Newsletter Online.